# La Paz (departement van Honduras)
La Paz is een departement van Honduras, gelegen in het zuidwesten van het land aan de grens met El Salvador. De hoofdplaats is het gelijknamige La Paz
Het departement bestrijkt een oppervlakte van 2525 km² en heeft 209.783 inwoners (2016).

## Gemeenten
Het departement is ingedeeld in negentien gemeenten:
- Aguanqueterique
- Cabañas
- Cane
- Chinacla
- Guajiquiro
- La Paz
- Lauterique
- Marcala
- Mercedes de Oriente
- Opatoro
- San Antonio del Norte
- San José
- San Juan
- San Pedro de Tutule
- Santa Ana
- Santa Elena
- Santa María
- Santiago de Puringla
- Yarula

Atlántida · Choluteca · Colón · Comayagua · Copán · Cortés · El Paraíso · Francisco Morazán · Gracias a Dios · Intibucá · Islas de la Bahía · La Paz · Lempira · Ocotepeque · Olancho · Santa Bárbara · Valle · Yoro